# Marie Johanna Baum
Marie Johanna Baum (ur. 23 marca 1874 w Gdańsku, zm. 8 sierpnia 1964 w Heidelbergu) – doktorka chemii pochodzenia żydowskiego, działaczka na rzecz praw kobiet, posłanka Reichstagu (1919–1921), pionierka nowoczesnej pracy społecznej.  

## Życiorys
Przyszła na świat w rodzinie z tradycjami naukowymi, społecznymi i aktywistycznymi. Jej matka Florentina Baum z Dirichletów (1845–1912) włączyła się w tworzenie szkolnictwa dla dziewcząt w Gdańsku. Ojciec Georg Wilhelm Baum był lekarzem. Marie miała 3 siostry i 2 braci.
Ukończyła szkołę prowadzoną przez stowarzyszenie "Frauenwohl" – oddział mieszczańskiej organizacji kobiecej w Berlinie, którą współzakładała jej matka.
W Zurychu zdała maturę i ukończyła studia z chemii i biologii. Nie mogła uczyć się w Niemczech ze względu na zakaz studiowania kobiet. W Szwajcarii było to możliwe od 1867. Zaprzyjaźniła się z Käthe Kollwitz i Ricardą Huch.
W 1899 uzyskała doktorat w dziedzinie nauk chemicznych. Do 1902 pracowała jako doktorka chemii w dziale patentowym firmy Agfa. Jako inspektorka odwiedzała fabryki i warsztaty, monitorowała warunki bezpieczeństwa i higieny pracy (m.in. w Karlsruhe). Zrezygnowała z pracy z powodu zbyt niskich zarobków i niewystarczającego szacunku mimo rzetelnej pracy. Zapisała się na studia na Uniwersytecie w Heidelbergu. Nawiązała kontakty z Maxem Weberem i Marianne Weber.
Zaangażowała się w poprawę jakości opieki społecznej nad rodzinami robotniczymi oraz młodzieżą. W 1907 wyjechała do Düsseldorfu i wstąpiła do Federacji Niemieckich Stowarzyszeń Kobiet, gdzie przejęła kierownictwo nad Stowarzyszeniem Opieki nad Niemowlętami i Opieki Społecznej. W 1908 została członkinią zarządu i prezydium Niemieckiego Ośrodka Pomocy Młodzieży. W 1909 została wybrana do zarządu Niemieckiego Towarzystwa Opieki Publicznej i Prywatnej. Prowadziła wykłady oraz szkolenia, publikowała wyniki badań.
W czasie I wojny światowej organizowała pomoc dla dzieci i kobiet. W 1917 rozpoczęła pracę w Hamburskiej Społecznej Szkole Kobiet i Społecznym Instytucie Pedagogicznym, do czego namówiła ją Gertrud Bäumer.
W listopadzie 1918 zapisała się do Niemieckiej Partii Demokratycznej. Wystąpiła z jej szeregów na znak protestu wobec niedostatecznej reprezentacji kobiet. 
W latach 1919–1921 była jedną z pierwszych kobiet posłanek w Reichstagu.
W 1921 zrezygnowała z dalszej działalności parlamentarnej. Przeniosła się do Baden i działała jako starsza radna w badenskim Ministerstwie Stanu. Przed 13 lat prowadziła dom rekreacyjny dla dzieci Heuberg w Jurze Szwabskiej.
Od semestru letniego 1928 pracowała jako socjolożka w Instytucie Nauk Społecznych i Politycznych na Uniwersytecie Opieki Społecznej i Opieki Społecznej w Heidelbergu. Prowadziła badania i wykłady naukowo-socjologiczne.
W okresie Republiki Weimarskiej pełniła funkcje publiczne związane z opieką społeczną, przecierając szlaki kobietom. Współpracowała z działaczkami na rzecz praw kobiet, jak również organizacjami społecznymi i kobiecymi. W 1925 była współzałożycielką (wraz z Alice Salomon, Gertrudą Bäumer i Marianne Weber) Die Deutsche Akademie für soziale und pädagogische Frauenarbeit (Instytutu Do Spraw Udziału Kobiet W Działalności Zawodowej i Społecznej) w Berlinie.
W 1933, ze względu na żydowskie pochodzenie, została zmuszona do ustąpienia ze wszystkich stanowisk i urzędów. Zajęła się pomocą żydowskim obywatelom Niemiec podczas wyjazdu z kraju. Opiekowała się tymi, którzy zostali. Współpracowała z proboszczem Heidelbergu, Hermannem Maasem.
W 1946, mimo wieku emerytalnego, wróciła na uniwersytet w Heidelbergu, tworząc kluby dyskusyjne. Poświęciła się pisarstwu.
Przez wiele lat mieszkała w Heidelbergu. Została pochowana na cmentarzu Bergfriedhof. 

## Piśmiennictwo
W 1930 opublikowała rozprawę Das Familienleben in der Gegenwart. 182 Familienmonographien (182 biogramy współczesnych jej rodzin niemieckich, we współpracy z Alice Salomon). 
W 1950 wydała wspomnienia pt. Rückblick auf mein Leben. W tym samym roku napisała wstęp do niemieckiego wydania pamiętnika Anny Frank. W 1951 opublikowała biografię Ricardy Huch (Leuchtende Spur. Das Leben Ricarda Huchs), a w 1955 r. jej Listy do przyjaciół (Briefe an die Freunde). 

## Odznaczenia
W 1954 otrzymała Order Zasługi Republiki Federalnej Niemiec. Była honorową obywatelką Heidelbergu.

## Upamiętnienie
Szkoła zawodowa w Heidelbergu oraz ulica w Karlsruhe noszą jej imię.